# Attila Záhonyi
Attila Záhonyi (* 1. Dezember 1959 in Budapest) ist ein ehemaliger ungarischer Sportschütze.

## Erfolge
Attila Záhonyi, der für Honvéd Budapest startete, wurde 1987 in Lahti mit dem Kleinkalibergewehr im Dreistellungskampf Europameister. Zweimal nahm er an Olympischen Spielen teil: 1988 belegte er in Seoul den Wettbewerb mit dem Luftgewehr nach erfolgreichem Finaleinzug den sechsten Rang, während er mit dem Kleinkalibergewehr im Dreistellungskampf nicht über Rang elf hinaus kam. Im liegenden Anschlag qualifizierte er sich mit dem Kleinkalibergewehr ebenfalls für das Finale, das er mit insgesamt 701,9 Punkten hinter Miroslav Varga und Cha Young-chul auf dem Bronzerang abschloss. Bei den Olympischen Spielen 1992  in Barcelona beendete er den Wettkampf mit dem Luftgewehr auf dem 21. Platz, mit dem Kleinkalibergewehr belegte er im Dreistellungskampf den 20. Platz und im liegenden Anschlag den 26. Platz.